# Ídmon (fill d'Apol·lo)
|  | Per a altres significats, vegeu «Ídmon». |

Ídmon (grec antic Ἴδμων) va ser, en mitologia grega un argonauta i endeví, l'encarregat d'interpretar els presagis de l'expedició. Era fill d'Apol·lo, però el seu pare humà era Abant, fill de Melamp. La seva mare era la nimfa Antianira, encara que alguns autors el fan fill d'Astèria.
El principal mètode d'endevinació que practicava era l'ornitomància, l'estudi dels vols i els cants dels ocells, però Apol·loni de Rodes diu que va aprendre també d'Apol·lo a explicar els signes que mostraven les víctimes dels sacrificis.
De vegades se l'identifica amb Tèstor, també fill d'Apol·lo i pare de Calcant. Ídmon seria un epítet de Tèstor, ja que la paraula significa "clarivident".
Les seves aventures s'expliquen de maneres diferents. Es diu que va arribar a la Còlquida amb els argonautes. Però una altra versió explica que el va matar un senglar al país dels mariandins, tot i que Idas el va voler rescatar, no podent fer més que matar l'animal. Ídmon havia previst la seva mort, com en un altre moment havia fet també l'endeví Amfiarau sobre si mateix, però no va dubtar en afegir-se a l'expedició.
Es diu que Apol·lo, a través de l'oracle de Delfos, va manar als megarians i als beocis que construïssin un temple al voltant de l'oliver que havia crescut sobre la tomba d'Ídmon, a la ciutat d'Heraclea Pòntica. Ho van fer així i li retien culte sota el nom d'Agamèstor.